# Французька діаспора в Америці
Французька діаспора в Америці (франц. Franco-Américains) — це громадяни США, які ідентифікують себе з повною або частковою французькою чи французько-канадською спадщиною, етнічною приналежністю та/або родовими зв'язками.
Штат з найбільшою часткою людей, що ідентифікують себе, як осіб французького походження, — це штат Мен, тоді як штат з найбільшою кількістю людей з французьким походженням — Каліфорнія. У багатьох містах США проживає велика кількість французького американського населення. Місто з найбільшою концентрацією людей — Мадавоска (штат Мен), а найбільше французькомовне населення за відсотком мовців у США перебуває в парафії Сент-Мартін (штат Луїзіана).
Загалом, по країні налічується близько 10,4 мільйона жителів США, які заявляють про своє французьке походження або походження з Канади, а близько 1,32 мільйона осіб розмовляють французькою мовою вдома, згідно перепису населення США 2010 року. Окрім цього, 750 000 жителів США розмовляють креольською мовою на основі французької мови, згідно з опитуванням американської спільноти 2011 року.
Не беручи до уваги той факт, що американці французького походження складають значний відсоток американського населення, вони, мабуть, є менш помітні, ніж інші етнічні групи аналогічного розміру. Частково це пояснюється тенденцією франко-американських угруповань більше ототожнюватися з північноамериканськими регіональними ідентичностями, такими як французька канадська, акадська, брайонська, каджунська чи луїзіанська креольська, ніж як цілісна група. Це затримувало розвиток єдиної французькоамериканської ідентичності, як це було в інших європейських американських етнічних груп.

## Історія
Деякі франко-американці прибули на материк ще до заснування США, оселившись у таких місцях, як Середній Захід, Луїзіана або Північна Нова Англія. У цих же областях багато міст та географічних особливостей досі зберігають свої назви, отримані від перших франко-американських жителів, і, в результаті, 23 члени Сполучених Штатів були частково колонізовані французькими піонерами або французькими канадцями, включаючи певні поселення, серед яких були такі як Айова (Дес Мойнс), Міссурі (Сент-Луїс), Кентуккі (Луїсвілль) та Мічиган (Детройт). Сьогодні франко-американці найчисленніші в Новій Англії, Північному Нью-Йорку, Середньому Заході та Луїзіані. Французька мова — четверта з найбільш розмовних у країні, після англійської, іспанської та китайської. Часто франко-американців позначають більш конкретно як французів канадського походження, каджунського або луїзіанського креольського походження.
Життєво важливий фрагмент франко-американської історії включає в себе квебекську діаспору 1840-х — 1930-х років, коли майже один мільйон французьких канадців пересилився до США, переважно перебравшись до містечок Нової Англії, рятуючись від економічної кризи в Квебеку і шукаючи робочих місць на виробництвах у Сполучених Штатах. Історично канадські французи мали одне з найвищих показників народжуваності впродовж всієї світовій історії, що було спричинено їх відносно великою кількістю населення, незважаючи на низький рівень імміграції з Франції. Ці іммігранти в основному оселилися в Квебеку та Акадії, хоча деякі зрештою проживали в Онтаріо та Манітобі. Багато перших французько-канадських переселенців до США працювали в галузі лісової промисловості Нової Англії та, меншою мірою, у процвітаючій гірничій промисловості у Великих озерах. Після цієї початкової хвилі сезонної міграції послідувало більш постійне переселення у США французько-канадських мельників.

### Луїзіана

Карта Нової Франції близько 1750 року на території Північної Америки

Луїзіанське креольське населення — це ті люди, які походять від колоніальних поселенців у Луїзіані, особливо тих, хто має французьке та іспанське походження. Зараз населення такого походження зазвичай відносять до людей, що мають спадщину змішаної раси. Обидві групи мають спільне європейське походження та поєднані культурними зв'язками, такими як традиційне використання французької мови та продовження практики католицизму; загалом, в більшості випадків люди пов'язані один з одним. Населення змішаної раси також іноді має африканські та корінні американські походження. Як окрема група, креоли змішаної раси швидко почали здобувати освіту, професійні навички (багато хто в Новому Орлеані працювали майстрами та ремісниками), відкривали підприємства та володіли майном. Вони були в основному католиками, розмовляли колоніально французькою мовою (хоча деякі також розмовляли французькою креольською мовою Луїзіани) і дотримувались багатьох французьких соціальних звичаїв, видозмінених в різних частинах своїми предками та культурою Луїзіани. Вільні люди кольорів одружувались між собою, щоб підтримувати свій клас та соціальну культуру. Французькомовне населення змішаної раси стало називатися «креолами кольору».
Каджуни Луїзіани мають унікальну спадщину. У 17-му та на початку 18-го століття їхні предки оселили Акадію в сучасних канадських провінціях Нью-Брансвік, Нова Шотландія, острів Принца Едварда та частину штату Мен. У 1755 р., захопивши форт Босежур у регіоні, британська армія змусила акадців або присягнути на вірність Британській короні, або зазнати вигнання. Тисячі осіб відмовилися складати присягу, що призвело до відправлення їх без будь-яких коштів до 13 колоній на Південь, яке стало відомим в історії як Велике потрясіння. Впродовж наступного покоління приблизно чотирьом тисячам вдалося здійснити тривалий похід до Луїзіани, де акадці почали нове життя. Ім'я Каджун — це перекручення від слова акадський. Багато людей досі живуть у країні під назвою «країна Каджун», де збереглася значна частина їх колоніальної культури. Коли Французька Луїзіана була продана Наполеоном у 1803 р., вона охоплювала майже всю частину п'ятнадцяти нинішніх штатів США та утримувала французьких та канадських колоністів, розселених по ній, хоча вони були найчисленнішими у найпівденнішій її частині.
Під час Англо-американської війни 1812 р. мешканці Луїзіани французького походження брали участь в битві при Новому Орлеані (23 грудня 1814 р. — 8 січня 1815 р.) на стороні Америки. Пізніше Жан Лафітте та його баратарці були відзначені генералом США Ендрю Джексоном за внесок у захист Нового Орлеана.
Сьогодні в Луїзіані більше 15 відсотків населення країни Каджун розмовляють вдома французькою мовою, згідно з переписом населення США (2000).
Іншим значним джерелом іммігрантів до Луїзіани був Сан-Домінго, який отримав свою незалежність як і Республіка Гаїті в 1804 р. Після Гаїтянської революції; значна частина білошкірого населення (разом з мулатами) впродовж певного часу втекла, здебільшого до Нового Орлеана.
Білоксі в штаті Міссісіпі і Мобіл в Алабамі досі містять французьку американську спадщину, оскільки ці території заснував канадець П'єр Ле Мойн д'Ібервіль.
Плем'я Хоума в Луїзіані до цих пір спілкується тією ж французькою мовою, яку вчили 300 років тому.

### Колоніальна ера
У 17-му та на початку 18-го століття відбувся приплив декількох тисяч гугенотів, які були протестантськими біженцями та рятувались від релігійних переслідувань у Франції. Майже століття вони підтримували особливу французьку протестантську ідентичність, яка дозволила їм залишатися окремо від американського суспільства, але до початку американської революції вони взагалі почали одружуватись між собою і об'єднуватись в ще більшу пресвітеріанську громаду.:382 Найбільша кількість оселилася в Південній Кароліні, де у 1790 р. французи складали чотири відсотки білошкірого населення. За допомогою добре організованої міжнародної спільноти гугенотів багато людей також переїхали до Вірджинії. На півночі Пол Ревір, що походив з Бостона, був визначною фігурою.

### Середній Захід
Від початку 17-го століття франко-канадці досліджували регіон та подорожували ним разом зі своїми кур'єр-де-боа та дослідниками, такими як Жан Ніколет, Роберт де ла Саль, Жак Маркетт, Ніколас Перрот, П'єр Ле Мойн д'Ібервіль, Антуан Ломе, П'єр Дюге де Босбріант, Люсьєн Гальтьє, П'єр Лакладе, Рено Огюст-Шато, Жульєн Дюбюк, П'єр Готьє де Веренн та П'єр Паррант.

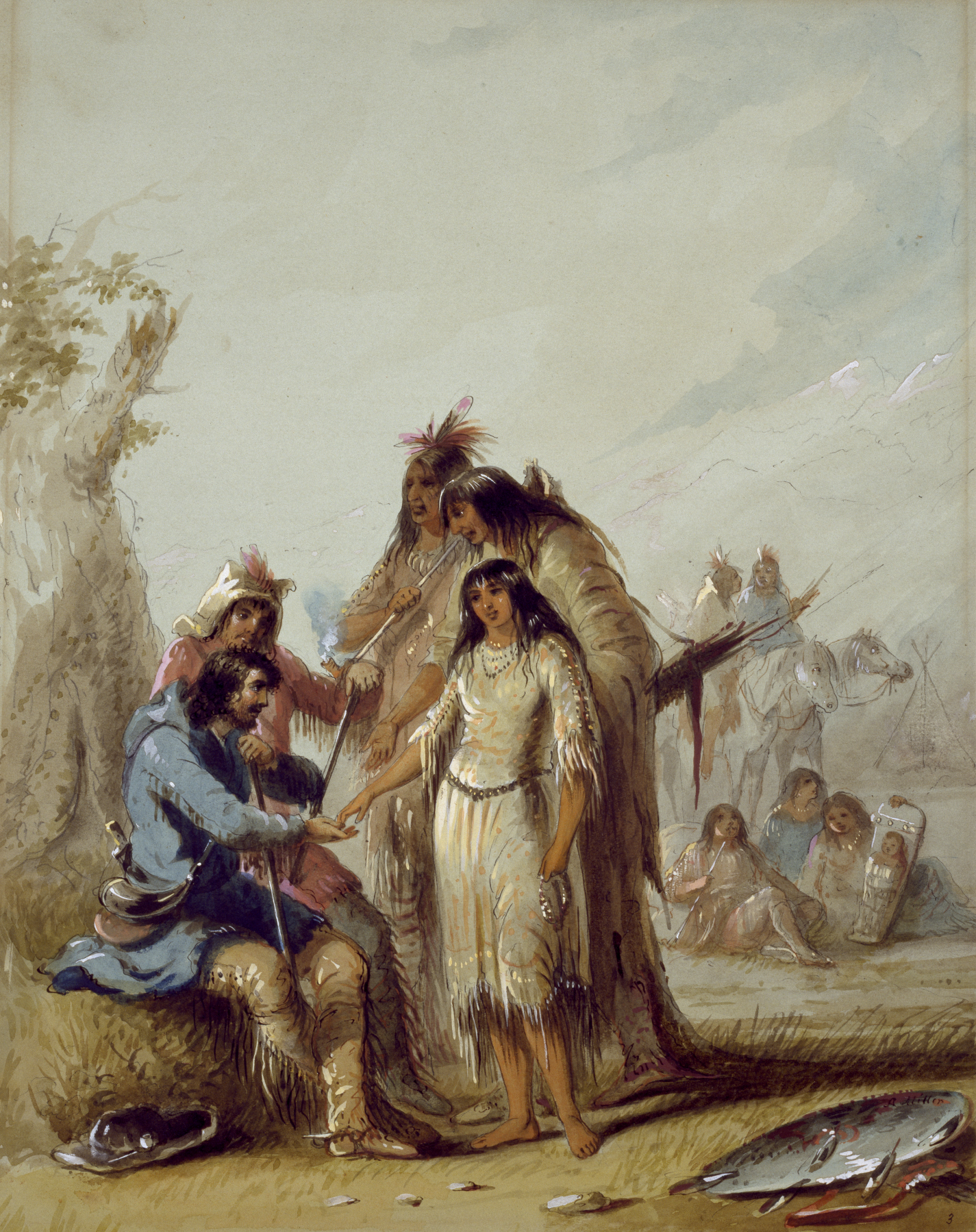
Наречена траперів показує, що Франсуа, який хоче взяти собі за дружину індійську жінку, платить 600 доларів за торговельні товари, бл. 1837 рік

Французькі канадці заснували ряд сіл уздовж водних шляхів, зокрема Прайрі дю Кіен (Вісконсин), Грін-Бей (Вісконсин), Кагокія (штат Іллінойс), Каскаскія (штат Іллінойс), Детройт (Мічиган), Су-Сент-Марі (штат Мічиган), Сент-Ігнас (штат Мічиган), Вінсеннс (штат Індіана), Сент-Пол (штат Міннесота), Сент-Луїс (штат Міссурі), і Сент-Женев'єв (штат Міссурі). Вони також побудували в цьому районі низку фортів, таких як Форт-де-Шартр, Форт-Кревекюр, Форт-Сент-Луїс (Іллінойс), Форт-Ойятенон, Форт-Маямі (Мічиган), Форт-Маямі (Індіана), Форт-Сент-Йозеф (Нілс), Форт-Ла-Бай, Форт-де-Буаде, Форт Сент- Антуан, Форт Кревекюр, Форт Тремпелео, Форт Бохарноа, Форт-Орлеан, Форт Сент-Чарльз, Форт Каміністікіа, Форт Мічилімакінац, Форт Руїле, Форт Ніагара, Форт Ле Боуф, Форт Венанго і Форт Дюкейн. Форти обслуговували солдати та ловці за хутром, які довгими шляхами проникали через Великі озера назад до Монреаля Значні сільськогосподарські поселення були засновані в місті Іллінойс.
У 1763 р. Франція відмовилась від регіона на користь британців за умовами Паризької мирної угоди. Після цього почалась трирічна війна тубільців, що отримала назву Війна Понтіака. Регіон увійшов до складу провінції Квебек у 1774 році та був захоплений США під час Революції.

### Нова Англія, штат Нью-Йорк
Наприкінці 19 століття багато франкофонів переїхали до Нової Англії з Квебеку та Нью-Брансвіку, щоб працювати в містах на текстильних фабриках в Новій Англії. Незабаром франкофони з Квебеку стали складати більшу частину усіх робітників на пилорамах та лісорубах у горах Адірондак та їх передгір'ях. Інші шукали можливості для ведення сільського господарства та інших занять, таких як ковальство в північній частині штату Нью-Йорк. До середини 20 століття франко-американці становили 30 відсотків населення штату Мен. Деякі мігранти стали лісорубами, але більшість була зосереджена в промислово розвинених районах і в анклавах, відомих під назвою «Маленькі Канади».

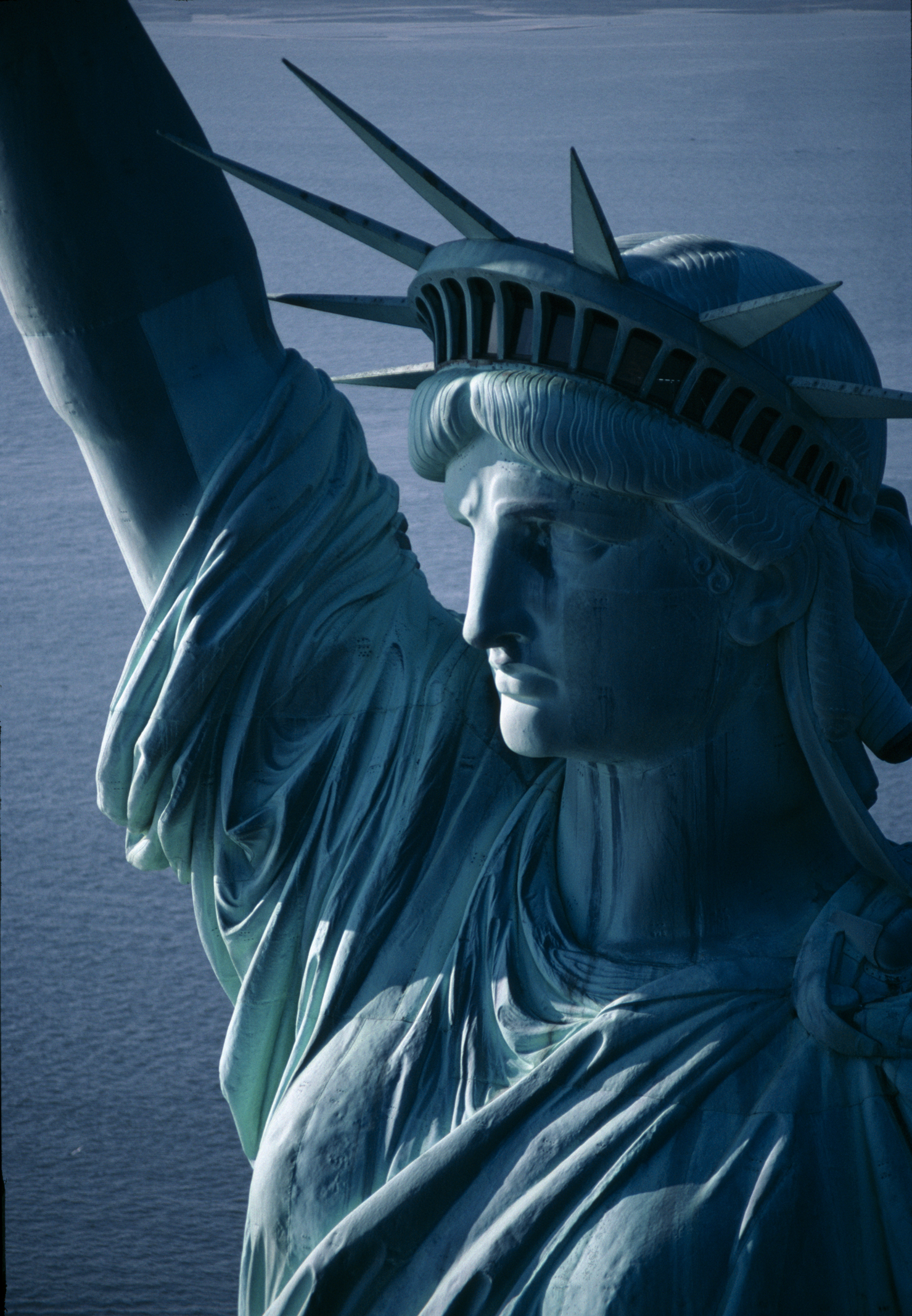
Статуя Свободи — це подарунок французького народу на згадку про американську декларацію незалежності.

Канадські жінки французького походження розглядали Нову Англію як місце для можливостей, де вони могли б створити для себе економічні альтернативи, відмінні від очікувань їхніх фермерських сімей у Канаді. На початку 20 століття деякі з них визначали тимчасову міграцію до Сполучених Штатів як обряд переїзду і час самовідкриття та самостійності. Більшість переселились до США назавжди, користуючись недорогою залізничою системою, щоб мати можливість час від часу відвідувати Квебек. Коли ці жінки виходили заміж, у них було менше дітей із більшими інтервалами між народженням цих дітей, на відміну від їхніх канадських колег. Були такі жінки, які ніколи не виходили заміж, а усні перекази давали зрозуміти, що самостійність та економічна незалежність були важливими перевагами вибору саме роботи, а не шлюбу та материнства. Ці жінки відповідали традиційним гендерним ідеалам для збереження своєї «канадської» культурної ідентичності, проте вони також знайшли нове визначення своєї сутності способами, що забезпечували їм більшу незалежність, відіграючи ролі дружин та матерів. Франко-американці активізувалися в католицькій церкві, де вони з невеликим успіхом намагалися оскаржити панування над ними ірландських священнослужителів. Вони заснували такі газети, як Le Messager і La Justice. Перша лікарня в Льюїстоні, штат Мен, стала реальністю у 1889 р., коли сестри милосердя Монреаля, «сірі монахині», відкрили двері притулку Лурдської Богоматері. Ця лікарня займала центральне місце в місії «сірих монахинь» щодо надання соціальних послуг для робітників, які працювали переважно у французько-канадському млині. «Сірі монахині» намагалися заснувати свою установу, незважаючи на мізерні фінансові ресурси, мовні бар'єри та протидію створеної медичної спільноти. Імміграція зменшилася після Першої світової війни.
Французько-канадська громада в Новій Англії намагалася не втратити деякі свої культурні норми. Ця доктрина, як і зусилля щодо збереження франкофонної культури в Квебеку, стала називатися la Survivance. До 1913 року внаслідок результату промислової економіки французького та французько-канадського населення такі регіони, як Нью-Йорк, Фолл-Рівер, Массачусетс та Манчестер, а також Нью-Гемпшир стали найбільшим в країні та ввійшли в 20 найбільших франко-американських населень США, лише чотири з яких були за межами Нью-Йорка та Нової Англії, причому Новий Орлеан займав 18-те місце за величиною. Через це в Новій Англії було засновано низку французьких установ, серед яких Société Historique Franco-américaine у Бостоні та Union Saint-Jean-Baptiste d'Amérique у Вунсокеті — найбільше французько-католицьке культурне та прибуткове суспільство в США на початку 20 століття.
Потвін (2003) вивчав еволюцію французьких католицьких парафій у Новій Англії. Ірландська ієрархія XIX століття переважно неохоче визнавала потребу у парафіях з французькою мовою; декілька єпископів навіть закликали до асиміляції та заснування приходських шкіл, які вивчали б тільки англійську мову. До 20 століття було відкрито ряд парафіяльних шкіл для франкофонів, хоча вони до кінця століття поступово закривалися, а значна частина французькомовного населення почала віддалятися від церкви. У той же час зменшилась і кількість священиків, що служили у цих парафіях.
До XXI століття акцент робився на збереженні місцевої пам'яті про французьку американську культуру, а не на збереженні самої мови. В результаті занепаду текстильної галузі в державі протягом 1950-х років французький елемент пережив період посиленої мобільності та асиміляції. Ця схема асиміляції розвинулась протягом 1970-х та 1980-х років, оскільки багато католицьких організацій почали використовувати англійські імена, а діти парафії вступили до державних шкіл; деякі приходські школи були закриті у 1970-х роках. Незважаючи на те, що деякі зв'язки з її французьким канадським походженням залишалися незмінними, громада все ж таки була сильно роздратована у 90-х роках, майже повністю прейшовши з «канадського» мови на «американську».
Відомими американськими діячами популярної культури, які підтримували тісний зв'язок із своїм французьким корінням, були музикант Руді Валле (1901—1986), який виріс у Вестбруку (штат Мен) та був дитиною батька, що мав французько-канадське походження, та матері з Ірландії та творець культури Джек Керуак (1922—1969), який виріс у Лоуеллі (штат Массачусетс). Керуак народився в сім'ї двох французько-канадських іммігрантів і писав твори англійською та французькою мовами. Франко-американськими політиками з Нової Англії були сенатор США Келлі Ейотт (Нью-Гемпшир) та радник президента Джон Фавро, який народився і виріс в штаті Массачусетс.

### Громадянська війна
Франко-американці в союзних силах були однією з найважливіших католицьких груп, присутніх під час Громадянської війни в США. Точна кількість невідома, але десь близько тисячі франко-американців брали участь в цьому конфлікті. Сили союзу не вели достовірної статистики щодо зарубіжних призовів. Однак історики підрахували приблизно від 20 000 до 40 000 франко-американців, які воювали у цій війні. Окрім тих, хто народився у США, багато із тих, хто служив у союзних силах, приїхав із Канади або проживав там вже декілька років. Державний гімн Канади був написаний солдатом на ім'я Калікса Лавальє, який написав його, коли служив у Союзі, отримавши звання лейтенанта. Конфедеративний генерал-очільник П'єр Гюстав Тутан де Борегар Beauregard був відомим французьким американцем з Луїзіани.

### Політика
Уокер (1962) вивчає поведінку виборців на виборах президента США з 1880 по 1960 роки, використовуючи результати виборів 30-ти франко-американських громад у Новій Англії, а також вибіркові дані опитувань на виборах 1948-60 років. З 1896 по 1924 роки франкоамериканці в основному підтримували республіканську партію через її консерватизм, акцент на порядку та відстоювання тарифу для захисту робітників текстильних фабрик від іноземної конкуренції. У 1928 році під проводом католика Аль Сміта як кандидата від демократів франко-американці перейшли до Демократичної колони і залишилися там впродовж шести президентських виборах. Вони увійшли до складу Коаліції нового договору. На відміну від ірландських та німецьких католиків, дуже мала кількість франко-американців відкинули демократичні звання через зовнішню політику та питання війни 1940 та 1944 років. У 1952 році багато франко-американців відокремилось від демократів, але охоче повернулися до них в 1960 році.
Оскільки предки більшості франко-американців в основному залишили Францію до початку Французької революції, вони зазвичай віддають перевагу символу Лілії, аніж сучасному вигляду прапора Франції.

## Франко-американський день
24 червня 2008 року штат Коннектикут провів 24 франко-американський день, віддавши повагу французьким канадцям за їх культуру та вплив на Коннектикут. Штати Мен, Нью-Гемпшир та Вермонт також проводять 24 червня фестивалі франко-американських днів.

## Демографія

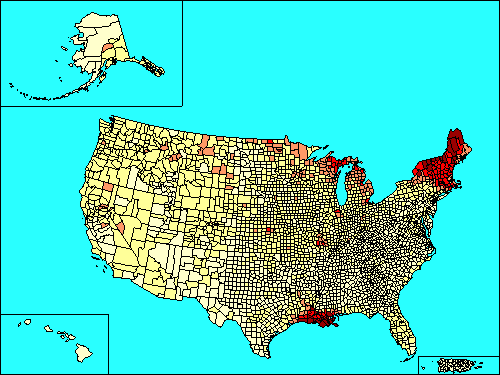
Поширення франкоамериканців згідно з переписом 2000 року

Згідно з даними Бюро перепису населення США 2000 року, 5,3 відсотка американців мають французьке або французько-канадське походження. У 2013 році кількість людей, що проживають у США, а народилися у Франції, становила 129 520 осіб. Франко-американці складали близько 10 (або навіть більше) відсотків населення семи штатів, шість з яких є частиною Нової Англії. Населення в Каліфорнії складає найбільшу частину американців французького походження, за ним йде Луїзіана, враховуючи те, що у штаті Мен проживає найбільший відсоток такого роду населення (25 відсотків).
1. ↑  French Americans - Dictionary definition of French Americans | Encyclopedia.com: FREE online dictionary. www.encyclopedia.com (англ.). Процитовано 18 січня 2018.
2. ↑  Franco-American Alliance | French-United States history [1778]. Encyclopedia Britannica (англ.). Процитовано 18 січня 2018.
3. ↑  Barkan, Elliott Robert (17 січня 2013). Immigrants in American History: Arrival, Adaptation, and Integration [4 volumes]: Arrival, Adaptation, and Integration (англ.). ABC-CLIO. ISBN 9781598842203.
4. ↑  U.S. Census Bureau (2003). Language Use and English-Speaking Ability: 2000 (PDF). U.S. Department of Commerce, Economics and Statistics Administration. Процитовано 2 березня 2012.
5. ↑  LANGUAGE SPOKEN AT HOME BY ABILITY TO SPEAK ENGLISH FOR THE POPULATION 5 YEARS AND OVER : Universe: Population 5 years and over : 2010 American Community Survey 1-Year Estimates. Factfinder2.census.gov. Процитовано 14 березня 2015.
6. ↑  Shin, Hyon B.; Bruno, Rosalind (October 2003). Language Use and English-speaking Ability: 2000 (PDF). 2000 U.S. Census. U.S. Census Bureau.
7. ↑  Ryan, Camille (2013). Language Use in the United States: 2011 - American Community Survey Reports (PDF). U.S. Census. с. 3. Архів оригіналу (PDF) за 5 лютого 2016. Процитовано 20 вересня 2015.
8. ↑  Maurault, Olivier (November 1950). The French of Canada and New England. New York: The Newcomen Society of England in North America.
9. ↑  US census 2010
10. ↑  Helen Bush Caver and Mary T. Williams, «Creoles», Multicultural America, Countries and Their Cultures Website, accessed February 3, 2009
11. ↑  Ingersoll, Charles Jared. History of the second war between the United States of America and Great Britain: declared by act of Congress, the 18th of June, 1812, and concluded by peace, the 15th of February, 1815 Vol.2, Lippincott, Grambo & Co., 1852, pp. 69ff.
12. ↑  «Haitian Immigration: 18th & 19th Centuries» [Архівовано 2018-06-12 у Wayback Machine.], In Motion: African American Migration Experience, New York Public Library, accessed 7 May 2008
13. ↑  Thernstrom, Stephan (10 жовтня 1980). Harvard Encyclopedia of American ethnic groups. Belknap Press of Harvard University Press. с. 1104. ISBN 978-0-674-37512-3.
14. ↑  Kurt Gingrich, "'That Will Make Carolina Powerful and Flourishing': Scots and Huguenots In Carolina in the 1680s, " South Carolina Historical Magazine,' Jan-June 2009, Vol. 110 Issue 1/2, pp 6-34,
15. ↑  Bertrand Van Ruymbeke, New Babylon to Eden: The Huguenots and Their Migration to Colonial South Carolina. U. of South Carolina Press, 2006.
16. ↑  David Lambert, The Protestant International and the Huguenot Migration to Virginia (2009)
17. ↑  Eric Jay Dolin, Fur, Fortune, and Empire: The Epic History of the Fur Trade in America (W.W. Norton, 2010) pp 61-132
18. ↑  Ekberg, Carl J. (2000). French Roots in the Illinois Country. University of Illinois Press. pp. 31–100. ISBN 0-252-06924-2.
19. ↑  Clarence Walworth Alvord, «Father Pierre Gibault and the Submission of Post Vincennes, 1778,» American Historical Review Vol. 14, No. 3 (Apr., 1909), pp. 544—557 IN jstor
20. 1 2  Mark Paul Richard, «From 'Canadien' to American: The Acculturation of French-Canadian Descendants in Lewiston, Maine, 1860 to the Present», PhD dissertation Duke U. 2002; Dissertation Abstracts International, 2002 62(10): 3540-A. DA3031009, 583p.
21. ↑  Waldron, Florencemae (2005), The Battle Over Female (In)Dependence: Women In New England Québécois Migrant Communities, 1870–1930, Frontiers: A Journal of Women Studies, 26 (2): 158—205, doi:10.1353/fro.2005.0032
22. ↑  Richard, Mark Paul (2002). The Ethnicity of Clerical Leadership: The Dominicans in Francophone Lewiston, Maine, 1881–1986. Quebec Studies. 33: 83—101. doi:10.3828/qs.33.1.83.
23. ↑  Hudson, Susan (2001–2002), Les Sœurs Grises of Lewiston, Maine 1878–1908: An Ethnic Religious Feminist Expression, Maine History, 40 (4): 309—332
24. ↑  Stewart, Alice R. (1987), The Franco-Americans of Maine: A Historiographical Essay, Maine Historical Society Quarterly, 26 (3): 160—179
25. ↑  The American Leader. {{cite magazine}}: Пропущений або порожній |title= (довідка)
26. ↑  Ready to Dedicate Gatineau Shaft at Southbridge Today. The Boston Globe. Boston. 2 вересня 1929. с. 5. The memorial erected to State. Representative Felix Gatineau of Southbrldge, founder of L'Union St John the Baptist in America, the largest French Catholic fraternal organization in the United States, will be dedicated tomorrow. Labor Day, and a parade in which 3000 persons will participate, will be a feature.
27. ↑  Potvin, Raymond H. (2003), The Franco-American Parishes of New England: Past, Present and Future, American Catholic Studies, 114 (2): 55—67
28. ↑  Richard, Mark Paul (1998), From Franco-American to American: The Case of Sainte-Famille, An Assimilating Parish of Lewiston, Maine, Histoire Sociale: Social History, 31 (61): 71—93
29. ↑  Doty, C. Stewart (1993), Rudy Vallee: Franco-American and Man from Maine, Maine Historical Society Quarterly, 33 (1): 2—19
30. ↑  Canada, French Canadians and Franco-Americans in the Civil War Era (1861—1865) D.-C. Bélanger, Montreal, Quebec, June 24, 2001
31. ↑  Walker, David (1962), The Presidential Politics of the Franco-Americans, Canadian Journal of Economics and Political Science, 28 (3): 353—363, doi:10.2307/139667, JSTOR 139667
32. ↑  Weil, François (1990), Les Franco-Americains et la France, Revue française d'histoire d'outre-mer, 77 (3): 21—34, doi:10.3406/outre.1990.2812
33. ↑  Edmonton Sun, April 21, 2009
34. ↑  French in the US. netcapricorn.com. Процитовано 14 січня 2017.